# Soini
Soini is een gemeente in de Finse provincie West-Finland en in de Finse regio Zuid-Österbotten. De gemeente heeft een landoppervlakte van 551,95 km² en telt 1.942 inwoners (2022).

## Geboren in Soini
- Eino Uusitalo (1924), politicus